# 米爾福德鎮區 (明尼蘇達州布朗縣)
米爾福德鎮區（英語：Milford Township）是位於美國明尼蘇達州布朗縣的一個行政鎮區。

## 地方資料
米爾福德鎮區的面積為102.50平方千米，當中陸地面積為101.50平方千米，而水域面積為1.00平方千米。根據2020年美國人口普查的數據，當地共有人口691人，而人口密度為每平方千米6.74人。